# Gaokao

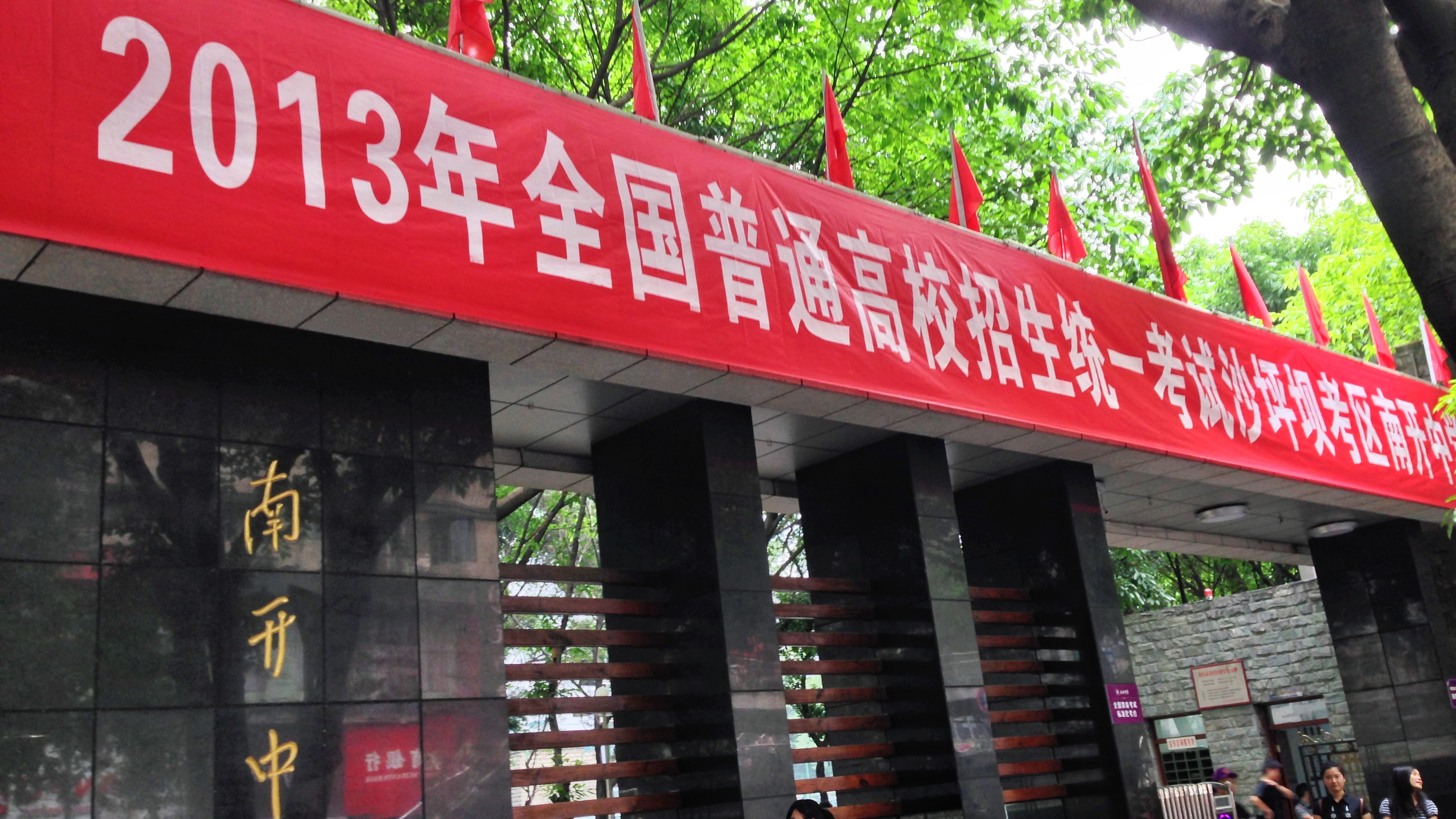
Una pancarta del 2013 en la Escuela Secundaria Chongqing Nankai anunciándola como sede de examen para la Prueba Nacional de Acceso a la Educación Superior de 2013.

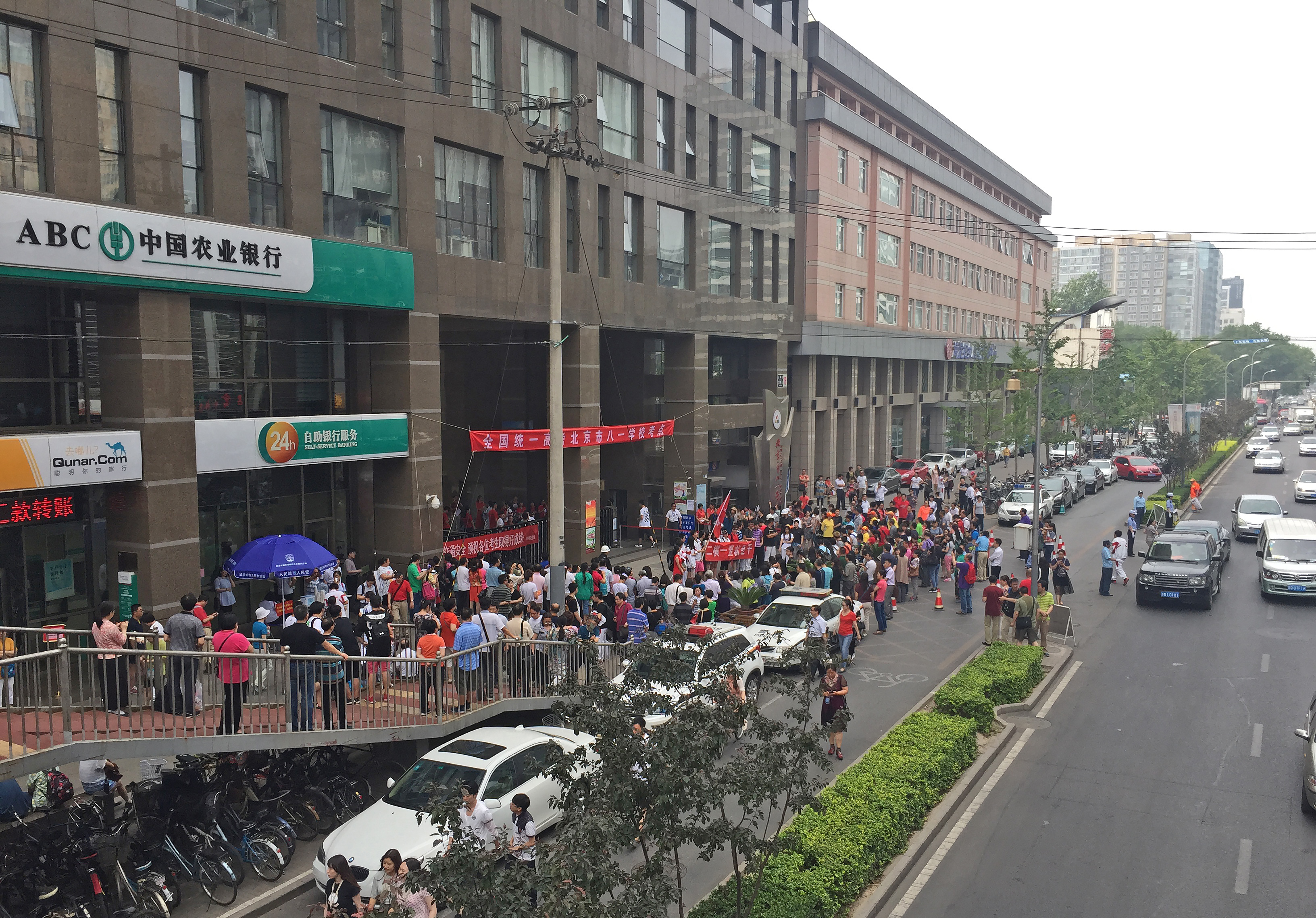
Padres y profesores en el exterior de la Escuela Secundaria Bayi de Pekín durante el Examen Nacional de Acceso a la Universidad de 2016.

El Examen Nacional de Acceso a la Universidad (ENAU), comúnmente conocido como gaokao (en chino, 高考; pinyin, gāokǎo; literalmente, ‘Examen de Educación Superior’), es un examen de acceso a la universidad estandarizado que se celebra anualmente en China continental. Se requiere para el ingreso a casi todas las instituciones de educación superior a nivel de licenciatura. Suelen realizarlo los estudiantes de tercer y último año de bachillerato, pero el requisito de edad se suprimió en 2001.
Los exámenes duran unas nueve horas a lo largo de dos o tres días, dependiendo de la provincia en la que se celebre. El idioma chino estándar y las matemáticas se incluyen en todas las pruebas. Para la parte de lengua extranjera de la prueba, los candidatos pueden elegir una asignatura de entre el inglés, el francés, el japonés, el ruso, el alemán o el español; la mayoría de los estudiantes eligen el inglés. En la mayoría de las regiones los estudiantes también deben elegir entre la orientación a las artes liberales (文科}}倾向) o a las ciencias (理科 倾向). Los alumnos que eligen las artes liberales se examinan además de historia, ciencias políticas y geografía (文科综合), mientras que los que eligen las ciencias naturales se examinan de física, química y biología (理科综合).
La nota global que recibe el alumno suele ser una suma ponderada de las notas de sus asignaturas. La nota máxima posible varía mucho de un año a otro y de una provincia a otra.

Por lo general, la prueba se celebra entre el 7 y el 8 de junio de cada año, aunque en algunas provincias puede durar un día más. En raras ocasiones, se ha retrasado, sobre todo debido al COVID-19.

Resultados emitidos en la provincia de Liaoning en 2018

## Antecedentes
El primer gaokao se celebró del 15 al 17 de agosto de 1952.
El examen nacional unificado de acceso a la educación superior marcó el inicio de la reforma de las Políticas Nacionales de Pruebas de Matriculación (NMTP) en la recién creada República Popular China. Con la puesta en marcha de los primeros planes quinquenales en 1953, la NMTP se potenció aún más. Después de repetidos debates y experimentos, el NMTP se estableció finalmente como un sistema político fundamental en 1959. A partir de 1958, el sistema de exámenes de acceso a la educación superior se vio afectado por el Gran Salto Adelante. El reclutamiento unificado fue pronto sustituido por el reclutamiento separado por instituciones de educación terciaria individuales o aliadas. Mientras tanto, se reforzó la censura política sobre los estudiantes candidatos. Desde 1962, se criticó el sistema NMTP por su impacto negativo en la clase trabajadora. En julio de 1966, el NMTP se canceló oficialmente y se sustituyó por una nueva política de admisión de trabajadores, agricultores y soldados a la universidad. Durante los diez años siguientes, el Movimiento de Bajada al Campo, iniciado por Mao Zedong, obligó a los graduados de la escuela secundaria superior e inferior, los llamados «jóvenes intelectuales», a trabajar como agricultores en los pueblos del campo. Con el telón de fondo de la revolución mundial, millones de estos jóvenes se unieron a las filas de los agricultores, trabajando y viviendo junto a ellos.
A principios de la década de 1970, Mao Zedong reanudó el funcionamiento de las universidades. Sin embargo, los nuevos estudiantes eran seleccionados a través de la evaluación de un comité revolucionario y no a través de las puntuaciones académicas formales. Esta práctica continuó hasta la muerte de Mao en 1976. A finales de 1977, Deng Xiaoping, entonces bajo el mando de Hua Guofeng, el heredero aparente de Mao, reanudó oficialmente los exámenes tradicionales basados en los resultados académicos, el Examen Nacional de Acceso a la Educación Superior, que ha continuado hasta la actualidad.
El primer examen de este tipo tras la Revolución Cultural tuvo lugar a finales de 1977. No había límite de edad ni de estudios oficiales para los examinados. En consecuencia, la mayoría de los aspirantes que se habían acumulado durante los diez años de la Revolución Cultural y muchos otros que simplemente querían probar suerte se presentaron al examen. Los más jóvenes estaban en la adolescencia y los más mayores en la treintena. Las preguntas del examen fueron diseñadas por cada provincia. En 1977, el número total de estudiantes candidatos al examen nacional de acceso a la universidad llegó a ser de 5,7 millones. Aunque el Ministerio de Educación acabó ampliando la matrícula, añadiendo 63.000 más a la cuota de admisión, la tasa de admisión del 4,8% fue la más baja de la historia de la República Popular China, con sólo 272.971 estudiantes admitidos.
A partir de 1978, el examen fue diseñado de manera uniforme por el Ministerio de Educación y todos los estudiantes del país realizaron exámenes idénticos.
Sin embargo, las reformas sobre el contenido y la estructura del examen persistieron, siendo una de las cuestiones más destacadas la agencia para que cada provincia personalizara sus propios exámenes. El Ministerio de Educación permitió a la Oficina de Matrícula Universitaria de Shanghái emplear un examen independiente en 1985, lo que supuso el inicio de la propuesta provincial. Ese mismo año, se permitió a la provincia de Cantón adoptar la proposición independiente. A partir de 2003, se permitió a Pekín, Tianjin, Jiangsu y Zhejiang adoptar propuestas independientes. Desde entonces, 16 provincias y municipios han adoptado exámenes personalizados.

## Procedimiento
El proceso para la admisión en centros de educación superior en China se puede dividir en cuatro fases: 1) la realización del examen Gaokao, 2) el anuncio de las notas y las notas de corte, 3) la aplicación y 4) la admisión.

### Examen
Existen dos modelos de examen: ciencias naturales y ciencias sociales. Dentro de cada itinerario, el examen incluye seis materias y la calificación máxima es de 750 puntos. Los exámenes son diseñados y corregidos por las autoridades educativas provinciales

### Aplicación
Una vez publicadas la nota individual de cada examinado y las notas de corte, los examinados tienen pocos días para aplicar a los centros completando un formulario. Normalmente, pueden elegir hasta cinco centros diferentes, señalando un orden de preferencia, y de tres a cuatro programas educativos en cada centro. Los examinados con una nota superior a la nota de corte para determinado nivel tienen permitido aplicar a los centros de ese nivel, pero su admisión no está garantizada.

### Admisión
Durante unas dos semanas, los centros toman sus decisiones de admisión. Los centros de primer nivel reclutan a sus estudiantes en primer lugar, mientras que los del nivel siguiente no pueden empezar a reclutar hasta que el nivel superior ha acabado de hacerlo.
Aunque la tasa de admisión actual es mucho mayor que en 1977, 1978 y antes de la década de 1990, sigue siendo bastante baja en comparación con la disponibilidad de la educación superior en el mundo occidental. El examen es muy competitivo, lo que hace que los futuros examinados y sus familias experimenten una enorme presión. En la sociedad china, es habitual considerar este examen como un importante punto de inflexión que puede cambiar las vidas de los examinados y las de sus familias.
En 2018, el 81 % de las personas que realizaron el examen fueron aceptadas para cursar estudios en alguna universidad, pero menos del 5 % fueron aceptadas por universidades incluidas en el top 100.

## Efectos
Obtener una nota superior a la nota de corte para la admisión en universidades de élite, aunque sea con un estrecho margen, tiene un impacto positivo, de en torno al 5-10 %, en el salario que reciben los trabajadores jóvenes en su primer trabajo.